# Jan Ryant Dřízal
Jan Ryant Dřízal (* 21. srpna 1986 Praha) je český hudební skladatel. Působí jako pedagog skladby a odborné hudební teorie na Pražské konzervatoři. Je členem OSA a hudebního odboru Umělecké Besedy.

## Hudební kariéra

### Studium
Po maturitě na gymnáziu s hudebním zaměřením nastoupil do kompoziční třídy Otomara Kvěcha na Pražské konzervatoři a zároveň na obor Teorie a dějiny filmu a audiovizuální kultury na Filozofické fakultě Masarykovy univerzity v Brně. Studium obou oborů zakončil v roce 2012 a byl přijat do kompoziční třídy Hanuše Bartoně na pražské Hudební a taneční fakultě Akademie múzických umění, kde roku 2024 obhájil státní doktorskou zkoušku pod vedením Luboše Mrkvičky.[zdroj?] Zúčastnil se několika mistrovských skladatelských kurzů. V roce 2013 absolvoval půlroční studijní stáž na Estonské hudební akademii v Tallinnu, kde studoval kompozici a orchestraci u Tõnu Kõrvitse. V roce 2015 se zúčastnil mezinárodního sympozia pro současnou hudbu na Lisztově akademii v Budapešti a stal se rezidenčním skladatelem orchestru Berg na Hudebním institutu Krzysztofa Pendereckiho v Polsku. Ve stejném roce byl přijat na půlroční studijní stáž na Royal College of Music v Londýně u Daie Fujikury. Spolu s Jakubem Ratajem a Markem Šedivým je spoluzakladatelem studentského ansámblu pro soudobou hudbu Ensemble Terrible HAMU.

### Spolupráce
Dřízal spolupracoval s předními českými hudebníky jako Jiří Bělohlávek, Lukáš Vasilek, Marek Šedivý, Tomáš Netopil, Tomáš Jamník, Iva Bittová, Milan Al-Ashhab, Tomáš Brauner, Jana Semerádová, Pavel Černoch či Adam Plachetka. Jeho skladby objednávají a uvádí přední česká tělesa, jako je Česká filharmonie, Symfonický orchestr Českého rozhlasu, orchestr BERG, PKF, ansámbl MoEns, Ensemble Modern, Pražský filharmonický sbor, Kühnův smíšený sbor, dětský sbor Jitro; a festivaly, jako je Pražské jaro, Smetanova Litomyšl, Dvořákova Praha, Contempuls, New Music Olomouc ad. Okrajově se věnuje taktéž filmové a účelové hudbě (dokumentární snímek Šmejdi Silvie Dymákové, Cinegoga projekt orchestru BERG, Zóna – multimediální projekt Elišky Cílkové, pracující s autentickými nahrávkami opuštěných černobylských klavírů). Mezi okruhy jeho odborného zájmu patří hudba severských států (především Estonsko, Litva, Velká Británie, Island ad.) a problematika spirituality současné hudby, které věnoval i svou disertační práci. Jeho skladby jsou často inspirovány přírodními procesy, výtvarnými a literárními díly, a západní hermetickou tradicí.

### Hudební jazyk
Hudební publicista Boris Klepal se o Dřízalově tvorbě vyjádřil takto: "Dřízal dovedně spojuje zdánlivě hladký hudební povrch s kompozicí propracovanou do hloubky ve více vrstvách. Jeho skladby vklouznou k posluchači s úplnou samozřejmostí, ale vzbuzují také chuť se k nim vícekrát vracet a podrobněji je zkoumat." Samotný autor dělí svou tvorbu na dvě rovnocenné větve: autonomní (rozvíjení konceptu organické hudby) a eklektickou (kreativní práce s tradičními hudebními idiomy).  

## Výběr z díla

### Balety
- Alenka v říši divů (Pavel Trojan jr., SOČR)
- Suite Mortale (komorní ansámbl - Akademie komorní hudby, Tomáš Jamník)

### Orchestrální skladby
- Kuře melancholik (Jiří Bělohlávek, České filharmonie, SOČR)
- Strom života (Milan Al-Ashab, SOČR)
- Narcissus (Tomáš Jamník, SOČR)
- Marche Nuptiale (Peter Vrábel, orchestr BERG)
- Zběsilost v srdci (Pavel Šnajdr, Pražské jaro, BCO orchestra, CD)
- Slunovrat (Robert Kružík, FBM Zlín)
- Praga Arcana (Tomáš Brauner, FOK)
- Morphing Amadeus (Michael Wendeberg, Ensemble Modern, Prague Offspring)
- Splendor Solis (Daniel Raiskin, Janáčkova filharmonie Ostrava)

### Vokálně-instrumentální skladby
- Na cestě (Česká filharmonie, Tomáš Netopil, Smetanova Litomyšl)
- Lekce Váchal (Jan Mikušek, BERG)
- Vánoční kantáta (Lukáš Vasilek, Pražský filharmonický sbor a PKF)

### Komorní skladby
- Na křídlech vážky (housle, klavír – Marek Šedivý, Jakub Fišer)
- Head Ööd (kontrabasový kvartet – Tomáš Karpíšek)
- Tuulemaa (flétnový kvartet – Veronika Pudláková)
- Stíny zapomenutých předků (shakuhachi, shamisen – Akihito Obama, Hidejiro Honjoh, Prague Shakuhachi Festival)
- Zlomené květiny (alt. fl, vla, vcl, pno – Ensemble Terrible, Contempuls, CD)
- Osamělé objekty (cl, vn, vcl, pno, cemb. – MoEns ansámbl)
- Jméno růže (fl, cemb. – Jana Semerádová a Filip Hrubý, Pražské jaro)
- Já a Ty (vl, vla, pno – Trio Helix)
- Modern Love Song (guit. – Lukáš Sommer)
- Preludium a Capriccio (vl – Milan Pala, CD)
- Lesní scény (Sedláčkovo kvarteto, Dvořákova Praha)
- Chaconne (24 variací pro vl a pno - Tereza Horáková, Matouš Zukal)

### Sborové skladby
- De Monstris Marinis (Kühnův smíšený sbor, CD)
- Two Sacred Songs
- Sirény z Titanu (orchestr BERG, Hudba k siréně)
- Tři české uspávanky

### Účelová hudba
- H2o (hudba k němému filmu Ralpha Steinera, orchestr BERG)
- Vee Jay (krátkometrážní dokument o Vojtěchu Jasném)
- Šmejdi (dokumentární snímek Sylvie Dymákové)
- On the Trail a Tree of Desire (soundtracky pro studio Fontana, CD)
- Amazonie (scénická hudba pro divadlo J.K.Tyla v Plzni)
- Černá komedie (scénická hudba pro Jihočeské divadlo v Českých Budějovicích)
- Slaměná židle (scénická hudba pro Jihočeské divadlo v Českých Budějovicích)
- Peer Gynt (scénická hudba DISK, DVD)

### Další spolupráce
- Ne(čti)! (edukační program České filharmonie)
- Sounds of Chernobyl Zone (Eliška Cílková, multimediální projekt se zvuky zóny)
- Světlo porozumění 2014, 2016 (multižánrový projekt Petera Györiho)

## Rodina
Dřízal používá druhé příjmení po své matce (Ryant). Jeho manželkou je slovenská muzikoložka a skladatelka Zuzana Dřízalová (roz. Čerbová).

## Ocenění
- 2010 Kompozice Leviathan zvolena jako finální skladba závěrečného koncertu na Mezinárodním festivalu Soozvuk 2010 pro mladé skladatele v Bratislavě
- 2013 Třetí cena v mezinárodní skladatelské soutěži Generace 2013 za kompozici Na křídlech vážky
- 2014 Multimediální výstava Zóna v Galerii AMU ve spolupráci s Eliškou Cílkovou – vítězný projekt výběrového řízení Akademie múzických umění
- 2014 Čestné uznání v mezinárodní skladatelské soutěži Generace 2014 za kompozici Šepoty a výkřiky
- 2014 První cena ve skladatelské soutěži České filharmonie za symfonickou partituru Kuře melancholik[7]
- 2017 Cena OSA v kategorii nejúspěšnější mladý autor vážné hudby pro rok 2016[8]
- 2017 Stipendium Bayreuther Festspiele 2017
- 2019 Stipendium hudební nadace Ernsta von Siemense za skladbu Zběsilost v srdci